# Briefmarken-Jahrgang 1995 der Bundesrepublik Deutschland
Der Briefmarken-Jahrgang 1995 der Bundesrepublik Deutschland ist der erste deutsche Briefmarkenjahrgang, der nicht mehr komplett die Bezeichnung Deutsche Bundespost trägt, sondern ab 5. Mai 1995 die Landesbezeichnung Deutschland.
Alle ausgegebenen 62 Briefmarken waren ursprünglich unbeschränkt frankaturgültig. Durch die Einführung des Euro als europäische Gemeinschaftswährung zum 1. Januar 2002 wurde diese Regelung hinfällig. Die Briefmarken dieses Jahrganges konnten bis zum 30. Juni 2002 aufgebraucht werden. Ein Umtausch war noch bis zum 30. September in den Filialen der Deutschen Post möglich, danach bis zum 30. Juni 2003 zentral in der Niederlassung Philatelie der Deutschen Post AG in Frankfurt.

## Besonderheiten
Obwohl durch die Privatisierung zum 1. Januar 1995 die Deutsche Bundespost in die Deutsche Post AG umgewandelt wurde, trugen die Briefmarken in den ersten vier Monaten (vom 12. Januar, 9. Februar, 9. März und teilweise noch die Ausgaben vom 6. April) noch die alte Bezeichnung; erst ab dem 5. Mai trugen alle neuen Marken die Bezeichnung Deutschland.
Es war der erste komplette Jahrgang, bei dem die Briefmarken, mit Ausnahme der Dauerserienmarke, die standardmäßig in Rollen hergestellt wurde, nur noch auf Kleinbogen (= zehn Briefmarken in 2×5 oder 5×2 Anordnung) gedruckt wurden. In den Jahren zuvor gab es die so genannten „normalen Briefmarkenbogen“, die entweder 25, 50 oder 100 Briefmarken hatten.
Herausgeber der Marken war wie bisher das Bundesministerium für Post und Telekommunikation, das bis 1997 noch Bestand hatte; erst danach wurde diese Aufgabe vom Bundesministerium der Finanzen übernommen. Die Deutsche Post AG ist nur für den Vertrieb und Verkauf zuständig.
Erstmals wurde eine Briefmarke zu Ehren des Deutschen Fußballmeisters 1995 (Borussia Dortmund) herausgegeben.

## Liste der Ausgaben und Motive
Legende
- Bild: Eine bearbeitete Abbildung der genannten Marke. Das Verhältnis der Größe der Briefmarken zueinander ist in diesem Artikel annähernd maßstabsgerecht dargestellt. Sollten keine Marken abgebildet sein, liegt es daran, dass das Urheberrecht des Künstlers noch nicht erloschen ist.
- Beschreibung: Eine Kurzbeschreibung des Motivs und/oder des Ausgabegrundes. Bei ausgegebenen Serien oder Blocks werden die zusammengehörigen Beschreibungen mit einer Markierung versehen eingerückt.
- Wert: Der Frankaturwert der einzelnen Marke in Pfennig. Ein „+“ bedeutet, dass es sich um eine Zuschlagsmarke handelt (= Frankaturwert + Spende).
- Ausgabedatum: Das Datum des erstmaligen Verkaufs dieser Briefmarke.
- Auflage: Soweit bekannt, wird hier die zum Verkauf angebotene Anzahl dieser Ausgabe angegeben.
- Entwurf: Soweit bekannt, wird hier angegeben, von wem der Entwurf dieser Marke stammt.
- Mi.-Nr.: Diese Briefmarke wird im Michel-Katalog unter der entsprechenden Nummer gelistet.

| Sondermarken                                           | |                  |                                 |                                  |                              |               |
| Bild                                                   | Beschreibung | Werte in Pfennig | Ausgabe- datum (1995)           | Auflage                          | Entwurf                      | Mi.-Nr.       |
|                                                        | 1000 Jahre Gera | 80               | 12. Januar                      | 29.580.000 davon 350.000 auf ETB | Detlef Glinski               | 1772          |
|                                                        | 500. Jahrestag der Einberufung des Wormser Reichstags                                                                 | 100              | 12. Januar                      | 99.500.000 davon 350.000 auf ETB | Peter und Regina Steiner     | 1773          |
|                                                        | Serie: Deutsche Malerei des 20. Jahrhunderts - Der Wasserturm in Bremen von Franz Radziwill                           | 100              | 12. Januar                      | 94.900.000 davon 350.000 auf ETB | Ernst Jünger                 | 1774          |
|                                                        | - Stillleben mit Katze von Georg Schrimpf                                                                             | 200              | 12. Januar                      | 12.910.000 davon 350.000 auf ETB | Ernst Jünger                 | 1775          |
|                                                        | - Gutshof in Dangast von Karl Schmidt-Rottluff                                                                        | 300              | 12. Januar                      | 12.490.000 davon 350.000 auf ETB | Ernst Jünger                 | 1776          |
|                                                        | Serie: Für den Sport - Kanu-Weltmeisterschaften in Duisburg                                                           | 80+40            | 9. Februar                      | 2.925.000 davon 285.000 auf ETB  | Gerd Aretz                   | 1777          |
|                                                        | - 10. Weltgymnaestrada in Berlin                                                                                      | 100+50           | 9. Februar                      | 3.175.000 davon 285.000 auf ETB  | Gerd Aretz                   | 1778          |
|                                                        | - Box-Weltmeisterschaften der Amateure in Berlin                                                                      | 100+50           | 9. Februar                      | 3.120.000 davon 285.000 auf ETB  | Gerd Aretz                   | 1779          |
|                                                        | - 100 Jahre Volleyball                                                                                                | 200+80           | 9. Februar                      | 2.900.000 davon 285.000 auf ETB  | Gerd Aretz                   | 1780          |
|                                                        | 375. Geburtstag des Großen Kurfürsten Friedrich Wilhelm von Brandenburg Gemälde von A. Romandon                       | 300              | 9. Februar                      | 10.000.000 davon 350.000 auf ETB | H. P. Schall                 | 1781          |
|                                                        | 1000 Jahre Mecklenburg                                                                                                | 100              | 9. März                         | 24.100.000 davon 350.000 auf ETB | Annegret Ehmke               | 1782          |
|                                                        | 250 Jahre Technische Universität Braunschweig                                                                         | 100              | 9. März                         | 25.850.000 davon 350.000 auf ETB | Karen Scholz                 | 1783          |
|                                                        | 150. Geburtstag von Wilhelm Conrad Röntgen 100. Jahrestag der Entdeckung der Röntgenstrahlen                          | 100              | 9. März                         | 29.830.000 davon 350.000 auf ETB | Margit Zauner                | 1784          |
|                                                        | Erste Vertragsstaatenkonferenz der Klimarahmenkonvention, Berlin                                                      | 100              | 9. März                         | 24.895.000 davon 350.000 auf ETB | Ralf-Jürgen Lehmann          | 1785          |
|                                                        | 750 Jahre Freie Reichsstadt Regensburg Neue Bezeichnung: Deutschland                                                  | 80               | 6. April                        | 29.700.000 davon 350.000 auf ETB | Ernst Kößlinger              | 1786          |
|                                                        | 300. Geburtstag von Johann Conrad Schlaun Alte Bezeichnung: Deutsche Bundespost                                       | 200              | 6. April                        | 19.200.000 davon 350.000 auf ETB | Harry Scheuner               | 1787          |
|                                                        | 50. Todestag von Dietrich Bonhoeffer Alte Bezeichnung: Deutsche Bundespost                                            | 100              | 6. April                        | 50.500.000 davon 350.000 auf ETB | Antonia Graschberger         | 1788          |
|                                                        | Serie: Grundgedanken der Demokratie Freiheit der Meinungsäußerung letzte Marke mit der Inschrift: Deutsche Bundespost | 100              | 6. April                        | 48.600.000 davon 350.000 auf ETB | Paul Effert                  | 1789          |
|                                                        | Serie: Europa – Frieden und Freiheit - Soldaten (1945)                                                                | 100              | 5. Mai                          | 29.000.000 davon 350.000 auf ETB | Ernst Jünger                 | 1790          |
|                                                        | - Europafahne | 200              | 5. Mai                          | 18.500.000 davon 350.000 auf ETB | Ernst Jünger                 | 1791          |
|                                                        | 100 Jahre Deutsche Schillergesellschaft                                                                               | 100              | 5. Mai                          | 49.550.000 davon 350.000 auf ETB | Antonia Graschberger         | 1792          |
|                                                        | 150 Jahre Vinzenz-Konferenz in Deutschland                                                                            | 100              | 5. Mai                          | 38.800.000 davon 350.000 auf ETB | Fritz Lüdtke                 | 1793          |
|                                                        | Briefmarkenblock – 50. Jahrestag der Beendigung des Zweiten Weltkrieges - Zerstörung von Städten und Dörfern          | 100              | 5. Mai                          | 8.045.000 davon 350.000 auf ETB  | Ernst Jünger                 | Block 31 1794 |
| - Vertreibung und Verlust der Heimat                   | 100 | 5. Mai           | 8.045.000 davon 350.000 auf ETB | Ernst Jünger                     | 1795                         |               |
|                                                        | Briefmarkenblock – 50. Jahrestag der Befreiung der Gefangenen aus den Konzentrationslagern                            | 100              | 5. Mai                          | 8.050.000 davon 350.000 auf ETB  | Ernst Jünger                 | Block 32 1796 |
|                                                        | Serie: Für die Jugend – Hunderassen - Kleiner Münsterländer                                                           | 80+40            | 8. Juni                         | 3.670.000 davon 280.000 auf ETB  | Joachim Rieß                 | 1797          |
|                                                        | - Mittelschnauzer | 80+40            | 8. Juni                         | 3.720.000 davon 280.000 auf ETB  | Joachim Rieß                 | 1798          |
|                                                        | - Deutscher Schäferhund                                                                                               | 100+50           | 8. Juni                         | 3.825.000 davon 280.000 auf ETB  | Joachim Rieß                 | 1799          |
|                                                        | - Rauhaardackel | 100+50           | 8. Juni                         | 3.925.000 davon 280.000 auf ETB  | Joachim Rieß                 | 1800          |
|                                                        | - Wolfsspitz | 200+80           | 8. Juni                         | 3.555.000 davon 280.000 auf ETB  | Joachim Rieß                 | 1801          |
|                                                        | 100 Jahre Nord-Ostsee-Kanal                                                                                           | 80               | 8. Juni                         | 30.000.000 davon 350.000 auf ETB | Annegret Ehmke               | 1802          |
|                                                        | 100 Jahre Radio, Guglielmo Marconi Gemeinschaftsausgabe mit Irland, Italien, San Marino und Vatikanstadt              | 100              | 8. Juni                         | 49.400.000 davon 350.000 auf ETB | Ernst Jünger                 | 1803          |
|                                                        | 50 Jahre Vereinte Nationen                                                                                            | 100              | 8. Juni                         | 21.000.000 davon 350.000 auf ETB | Paul Effert                  | 1804          |
|                                                        | 800. Todestag von Heinrich dem Löwen Herzog von Bayern und Sachsen                                                    | 400              | 6. Juli                         | 19.480.000 davon 324.000 auf ETB | Albrecht von Bodecker        | 1805          |
|                                                        | 100. Geburtstag von Carl Orff                                                                                         | 100              | 6. Juli                         | 59.550.000 davon 324.000 auf ETB | Ernst Kößlinger              | 1806          |
|                                                        | Serie: Bilder aus Deutschland - Fränkische Schweiz (Tüchersfeld)                                                      | 100              | 6. Juli                         | 38.584.000 davon 324.000 auf ETB | Heinz Schillinger            | 1807          |
|                                                        | - Havellandschaft in Berlin (Pfaueninsel)                                                                             | 100              | 6. Juli                         | 40.534.000 davon 324.000 auf ETB | Heinz Schillinger            | 1808          |
|                                                        | - Oberlausitz (Zittauer Gebirge)                                                                                      | 100              | 6. Juli                         | 37.894.000 davon 324.000 auf ETB | Heinz Schillinger            | 1809          |
|                                                        | - Sauerland (Hallenberg)                                                                                              | 100              | 6. Juli                         | 41.714.000 davon 324.000 auf ETB | Heinz Schillinger            | 1810          |
|                                                        | 100 Jahre Kaiser-Wilhelm-Gedächtniskirche                                                                             | 100              | 10. August                      | 29.680.000 davon 324.000 auf ETB | Peter Steiner                | 1812          |
|                                                        | 50. Todestag von Franz Werfel                                                                                         | 100              | 10. August                      | 24.300.000 davon 324.000 auf ETB | Gerd Aretz                   | 1813          |
|                                                        | Serie: Tag der Briefmarke - Postzustellerin auf Fahrrad                                                               | 200+100          | 6. September                    | 2.850.000 davon 280.000 auf ETB  | Ernst Kößlinger              | 1814          |
|                                                        | Briefmarkenblock – 100 Jahre deutscher Film - Filmszene aus Metropolis von Fritz Lang                                 | 80               | 6. September                    | 7.500.000 davon 324.000 auf ETB  | Ernst Jünger                 | Block 33 1815 |
| - Filmszene aus Der Untertan von Wolfgang Staudte      | 100 | 6. September     | 7.500.000 davon 324.000 auf ETB | Ernst Jünger                     | 1816                         |               |
| - Filmszene aus Der Himmel über Berlin von Wim Wenders | 200 | 6. September     | 7.500.000 davon 324.000 auf ETB | Ernst Jünger                     | 1817                         |               |
|                                                        | 80. Geburtstag von Franz Josef Strauß                                                                                 | 100              | 6. September                    | 25.000.000 davon 324.000 auf ETB | Gerd Aretz                   | 1818          |
|                                                        | Serie: Für die Wohlfahrtspflege – Bauernhäuser in Deutschland - Eifel                                                 | 80+40            | 12. Oktober                     | 4.380.000 davon 280.000 auf ETB  | Detlef Glinski               | 1819          |
|                                                        | - Sachsen | 80+40            | 12. Oktober                     | 4.625.000 davon 280.000 auf ETB  | Detlef Glinski               | 1820          |
|                                                        | - Norddeutschland | 100+50           | 12. Oktober                     | 19.525.000 davon 280.000 auf ETB | Detlef Glinski               | 1821          |
|                                                        | - Oberbayern | 100+50           | 12. Oktober                     | 19.100.000 davon 280.000 auf ETB | Detlef Glinski               | 1822          |
|                                                        | - Mecklenburg | 200+70           | 12. Oktober                     | 7.290.000 davon 280.000 auf ETB  | Detlef Glinski               | 1823          |
|                                                        | 100. Geburtstag von Kurt Schumacher                                                                                   | 100              | 12. Oktober                     | 24.000.000 davon 305.000 auf ETB | Angelika Winkhaus            | 1824          |
|                                                        | Briefmarkenblock – Für uns Kinder - Tierversammlung                                                                   | 100              | 12. Oktober                     | 12.100.000 davon 305.000 auf ETB | Christiane Hemmerich         | Block 34 1825 |
|                                                        | 200. Geburtstag von Leopold von Ranke                                                                                 | 80               | 9. November                     | 45.800.000 davon 305.000 auf ETB | Elisabeth von Janota-Bzowski | 1826          |
|                                                        | 100. Geburtstag von Paul Hindemith                                                                                    | 100              | 9. November                     | 22.870.000 davon 305.000 auf ETB | Ingo Wulff                   | 1827          |
|                                                        | 100 Jahre Alfred-Nobel-Testament Gemeinschaftsausgabe mit Schweden                                                    | 100              | 9. November                     | 25.500.000 davon 305.000 auf ETB | Svenolov Ehrén               | 1828          |
|                                                        | 50 Jahre Hilfsorganisation CARE                                                                                       | 100              | 9. November                     | 50.000.000 davon 305.000 auf ETB | Jochen Bertholdt             | 1829          |
|                                                        | Den Opfern von Teilung und Gewalt Berliner Mauer                                                                      | 100              | 9. November                     | 28.150.000 davon 305.000 auf ETB | Corinna Rogger               | 1830          |
|                                                        | Serie: Weihnachten - Mariä Verkündigung, Details aus dem Marienfenster des Doms zu Augsburg                           | 80+40            | 9. November                     | 5.300.000 davon 280.000 auf ETB  | Ernst Kößlinger              | 1831          |
|                                                        | - Christi Geburt, Details aus dem Marienfenster des Doms zu Augsburg                                                  | 100+50           | 9. November                     | 9.560.000 davon 280.000 auf ETB  | Ernst Kößlinger              | 1832          |
|                                                        | Serie: Deutscher Fußballmeister - Borussia Dortmund                                                                   | 100              | 9. November                     | 27.980.000 davon 305.000 auf ETB | Margit Zauner                | 1833          |
| Dauermarken                                            | |                  |                                 |                                  |                              |               |
| Bild                                                   | Beschreibung | Werte in Pfennig | Ausgabe- datum (1995)           | Auflage                          | Entwurf                      | Mi.-Nr.       |
|                                                        | Dauermarkenserie: Sehenswürdigkeiten - Dom zu Speyer                                                                  | 640              | 10. August                      | 48.925.000                       | Sibylle und Fritz Haase      | 1811          |